# Pullproductie
Pullproductie (Engels: pull production) is een logistiek productieconcept dat voor de sturing gebruikmaakt van het "pullsturingsprincipe" (treksturingsprincipe). De vraag van de klant trekt de producten door de gehele logistieke keten naar zich toe. Het pullsysteem wordt ook wel het just-in-timesysteem genoemd. Immers door het pullbesturingsprincipe wordt "net op tijd" of "zo laat mogelijk" geleverd. Het is onderdeel van de lean manufacturing.

## Kenmerk

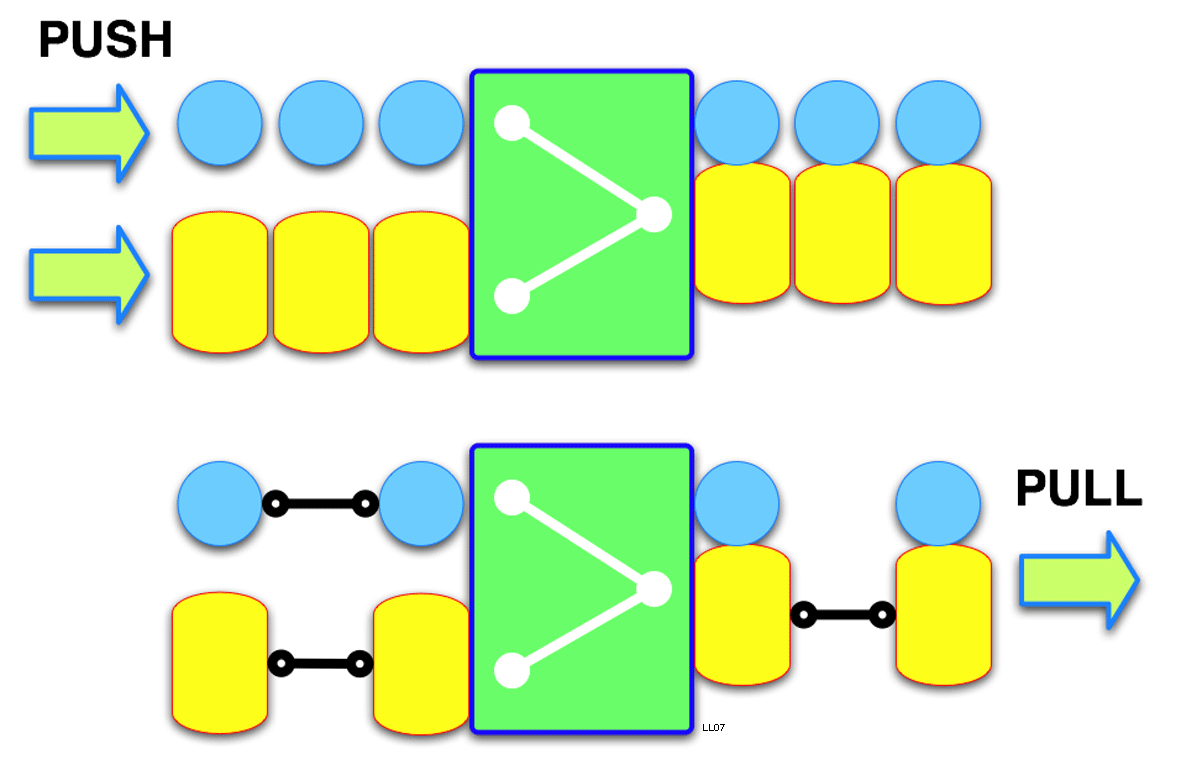
Push- versus pullprincipe

Bij een pullproductie wordt aan het eind van de logistieke keten een product verkocht. Hierdoor wordt er een opdracht aan de gehele logistieke keten gegeven om een nieuw product te maken. In de figuur is dit verbeeld door het touw tussen de poppen. Het touw is in het productieproces de order. Het is de opdracht voor het leveren van het klaarstaande product.
Met het pullsysteem wordt ook wel een vraaggestuurde keten bedoeld. De keten begint met de vraag van de klant. Dit resulteert in een respons van de producent of leverancier. Elk productievoortbrengproces en elke logistieke keten is in wezen een aaneenschakeling van processen (zie afbeelding). Elk proces communiceert met het vorige en het volgende proces. Het pullprincipe genereert de order (5) die elk proces op haar beurt weer doorgeeft (4) aan het vorige proces. Dit genereren van de order gebeurt door de producten te "pullen" (10) → (9).

Het productieproces voorgesteld als een keten van individuele processen
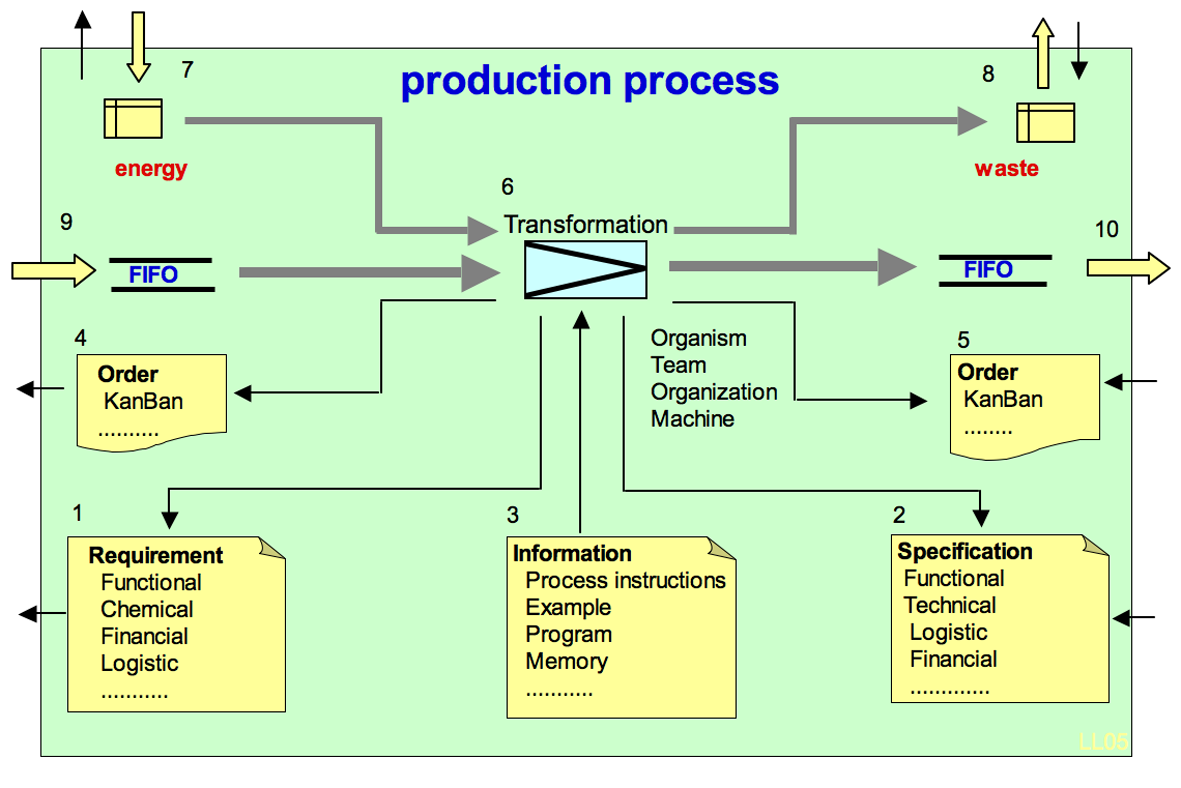
Proces 1
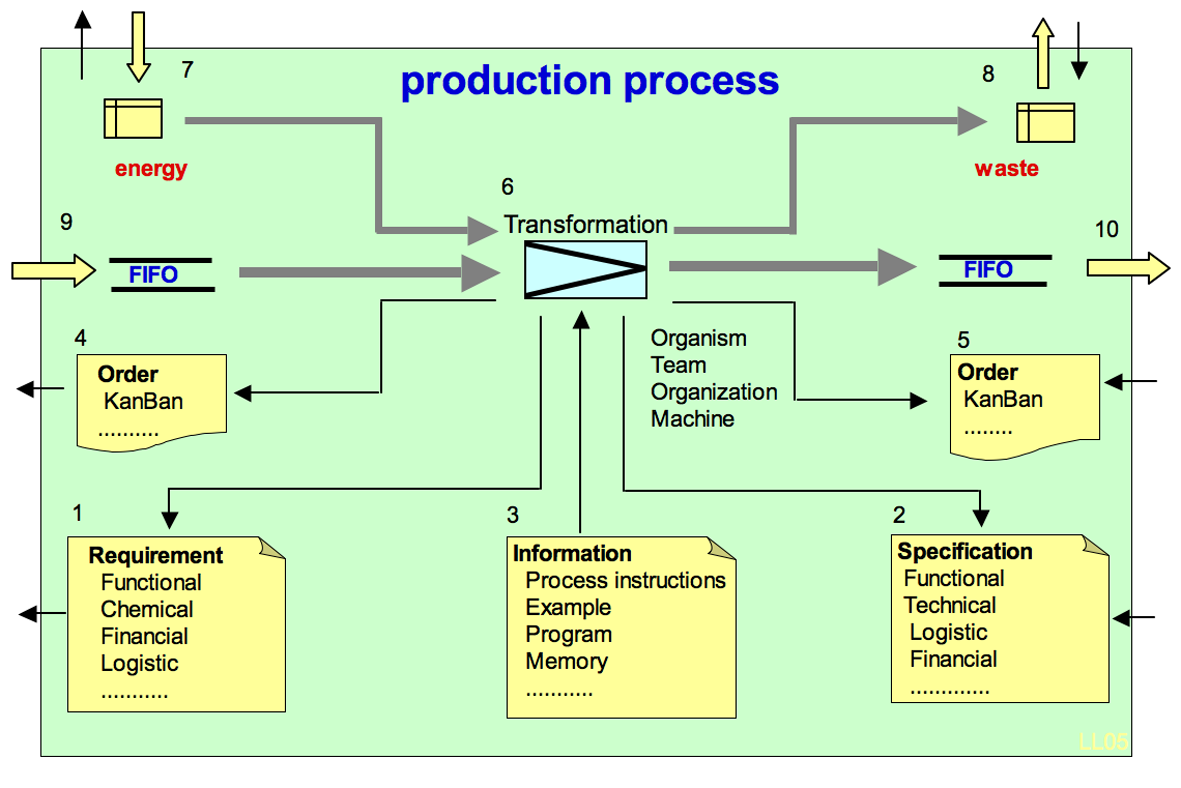
Proces 2
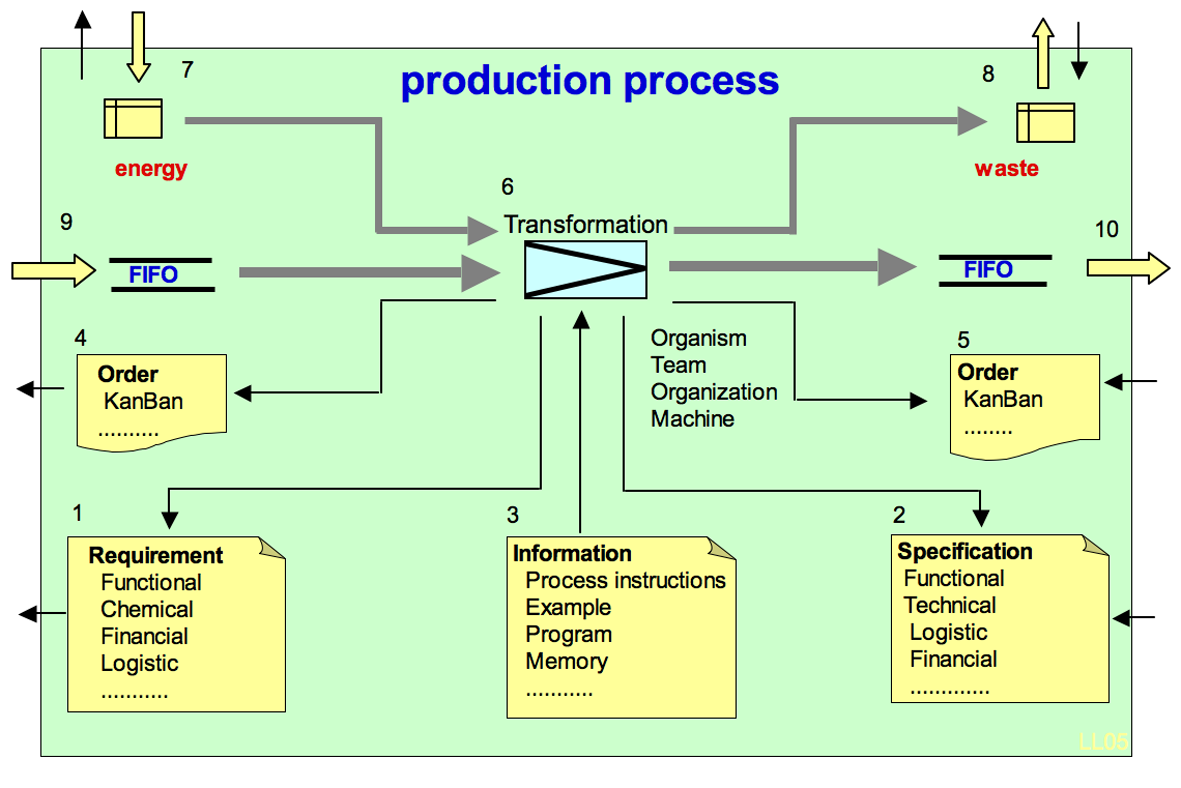
Proces 3
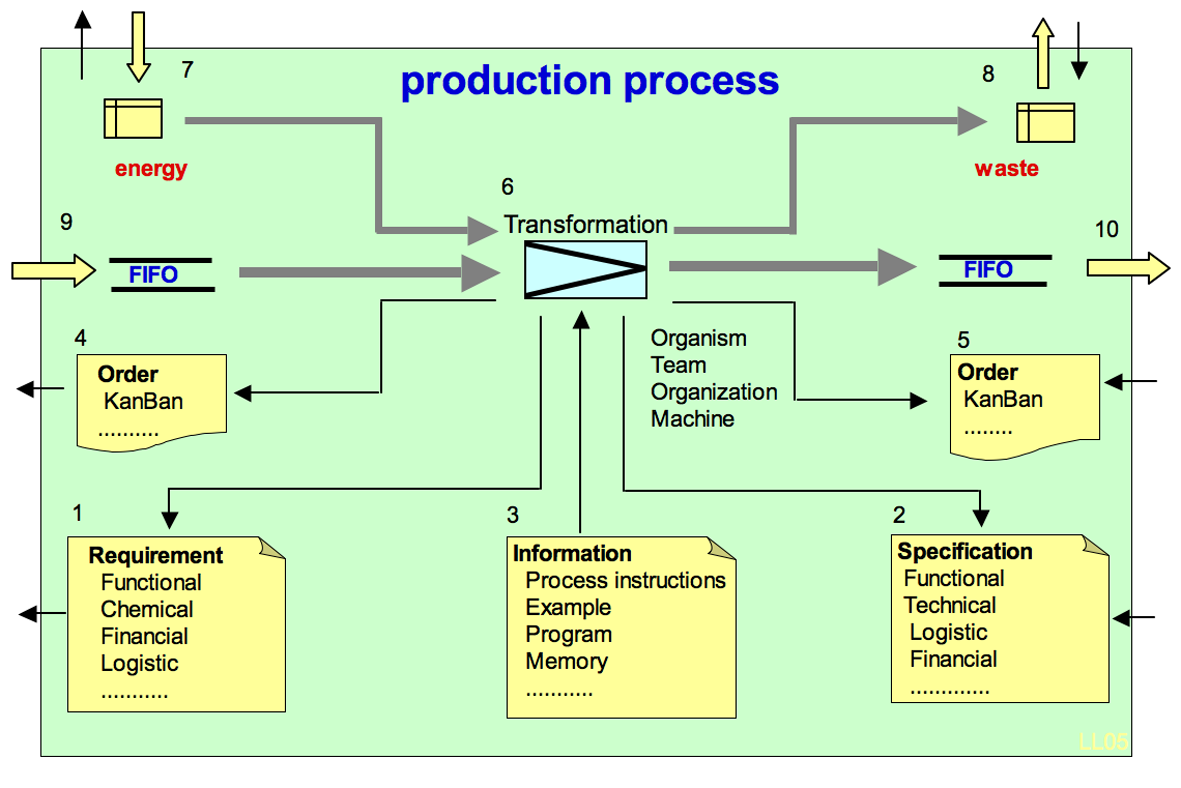
Proces n

Het kenmerk van een pullproductiesysteem is dat:
- de "pull" (vraag) de  productieketen (Engels: supply chain) synchroniseert. Doordat de producten door de logistieke keten worden getrokken, wordt de productie gesynchroniseerd. Bij het ontbreken van het pullsignaal (5) stopt de productie. Op deze manier wordt de gehele productieketen op elkaar afgestemd. Het weghalen van het product is het startsignaal om het volgende product te maken. Wordt het product niet weggehaald, dan stopt de productie.
- de vraag gestuurd wordt door de klanten.
- er gebruik wordt gemaakt van visuele "triggers". Om het pullsysteem te realiseren is het essentieel dat de communicatie van de opdracht voor de levering van het product, goed slaagt. Immers als de vraag niet aankomt, dan stopt het productieproces. De kanban is een voorbeeld van zo'n trigger. Een ander voorbeeld is de "bin" in het logistieke two-binproces.
- de voorraad minimaal is. Omdat het pullproces alleen de opdracht geeft om het product dat nodig is te produceren, is daardoor de voorraad minimaal.

## Pushsysteem
Het tegengestelde van het pullconcept is het "pushconcept" (duwconcept). Het kenmerk van een pushbesturing is dat:
- er een centrale aansturing is. Vaak wordt hiervoor een MRP-systeem gebruikt. Dit systeem stuurt het gehele productie- en logistieke proces.
- het product verplaatst wordt als er een opdracht van het MRP-systeem komt. De centrale aansturing (MRP) commandeert wat er gedaan moet worden. Bij het pushsysteem wordt de vraag naar producten ingeschat of berekend. Vooral bij fluctuaties in de vraag naar een product wordt meer van het pushsysteem gebruikgemaakt. (seizoenspatroon)

## KOOP
In de praktijk worden zuivere pull- of pushsystemen bijna niet gebruikt. Vaak wordt op het eind van de keten het pullsysteem gebruikt. Stroomopwaarts, in het begin van keten, wordt vaak het pushsysteem toegepast. Met behulp van de term klantenorderontkoppelpunt (K.O.O.P.) wordt aangegeven in hoeverre de klant het product "trekt". Veel logistieke systemen zijn niet volledig "pull" of "push" ingericht. Meestal worden de onderdelen op voorraad gemaakt waarna de assemblage gepulld wordt. In een restaurant wordt er bijvoorbeeld al van tevoren ingekocht en bijvoorbeeld al soep gemaakt. Het daadwerkelijke vlees wordt pas gebraden als de klant de bestelling geplaatst heeft. Op dat moment wordt ook pas de fles wijn opengetrokken. De elektriciteitsvoorziening is wel vrijwel volledig "push" ingericht. Men kan niet reageren op de wisselende vraag van de klant. Er kan niet even snel een energiecentrale opgestart worden.

## Voordelen
De voordelen van het pullconcept is dat:
- er geen besturing noodzakelijk is. Er zijn geen planners of ander complexe MRP-systemen noodzakelijk.
- het proces is visueel ingericht. In één oogopslag is het proces te volgen. Hierdoor is een verstoring van het proces vrij eenvoudig waar te nemen.
- het proactief is. Het pullsysteem maakt nu wat nu noodzakelijk is. Er worden geen overbodige voorraden gemaakt.
- het een snelle responstijd heeft. Het verbruiken van een product aan het eind van de keten geeft onmiddellijk een signaal door de gehele productieketen om een nieuw product te maken. Hierdoor zijn snelle levering en snelle omsteltijden mogelijk.
- het een simpel en betrouwbaar proces is.

## Nadelen
Het nadeel van een pullsysteem is dat:
- het even duurt voor het pullsignaal via een productieproces leidt tot een aanvulling van de voorraad. Dat kan te lang zijn voor de klant. Als in een restaurant een klant bijvoorbeeld een biefstuk bestelt dan wil de klant niet wachten tot er een biefstuk door de leverancier geleverd is. Soms kan er dus niet gewacht worden op het signaal, de pull van de klant, maar moet er op voorraad geproduceerd of ingekocht worden. Dat wordt pushproductie genoemd.

## Geschiedenis
Ongemerkt werd het pullconcept in het verleden vaak toegepast. Als voorbeeld: bij een brand werd in de tijd dat er nog geen brandweerauto's waren een lange menselijke keten gevormd. Met emmers werd op deze manier de brand geblust. Een ander voorbeeld is de toepassing van het pullconcept bij de bouw van de grote piramiden. Op deze manier werden de stenen aangevoerd. Tijdens de industriële revolutie werd getracht het gehele productieproces te automatiseren. Met de opkomst van de computer werd dit ook min of meer mogelijk. Toyota heeft het pullprincipe herontdekt en toegepast in hun Toyota Production System, dat de basis vormde voor het leanmanufacturingprincipe.